# Mokřadníkovití
Mokřadníkovití (Scirtidae) je čeleď brouků z nadčeledi Scirtoidea.

## Taxonomie
- rod Cyphon Paykull, 1799
- rod Elodes Latreille, 1796
- rod Flavohelodes
- rod Heterocyphon Armstrong, 1953
- rod Hydrocyphon L.Redtenbacher, 1858
- rod Macrocyphon Pic, 1918
- rod Macrodascillus Carter, 1935
- rod Macrohelodes Blackburn, 1892
- rod Microcara C.G.Thomson, 1859
- rod Peneveronatus Armstrong, 1953
- rod Prionocyphon L.Redtenbacher, 1858
- rod Pseudomicrocara Armstrong, 1953
- rod Scirtes Illiger, 1807